# جونما میازاکی
جونما میازاکی (ژاپنی: 宮崎 純真؛ زادهٔ ۱۰ آوریل ۲۰۰۰) یک بازیکن فوتبال اهل ژاپن است.
از باشگاه‌هایی که در آن بازی کرده‌است می‌توان به باشگاه فوتبال ونتفورت کوفو اشاره کرد.